# Rhinotrachéite infectieuse bovine
Pour les articles homonymes, voir IBR.
Espèce
Synonymes
- Bovine alphaherpesvirus 1 ICTV, 2015
- Bovine herpesvirus 1 ICTV, 1991
- Bovid herpesvirus 1 ICTV, 1987

 Mise en garde médicale
La rhinotrachéite infectieuse bovine (en anglais, infectious bovine rhinotracheitis ou IBR) est une maladie virale contagieuse des bovins causée par le virus Varicellovirus bovinealpha1 aussi connu sous le nom d'herpèsvirus bovin de type 1 (BoHV-1). Elle se manifeste par une rhinotrachéite, une atteinte oculaire et des troubles de la reproduction. La vulvovaginite pustuleuse infectieuse (IPV) est une forme génitale de la rhinotrachéite infectieuse bovine.

## Histoire
La rhinotrachéite infectieuse bovine est identifiée pour la première fois en 1950 dans l'état du Colorado (États-Unis).

## Épidémiologie

### Distribution géographique
Le virus de l'IBR et la maladie qui en découle sont retrouvés dans le monde entier,.

### Espèces concernées
La rhinotrachéite infectieuse ne touche que les bovins. Elle a également été identifiée chez d'autres bovidés, des cervidés et des girafidés. Il ne s'agit pas d'une maladie transmissible à l'être humain. 

### Étiologie
L'agent infectieux est Varicellovirus bovinealpha1 (ex herpèsvirus bovin de type 1 (BoHV-1)), dont il existe deux sous-types. Il s'agit d'un virus enveloppé à ADN bicaténaire, moyennement résistant dans le milieu extérieur (environ 4 à 5 semaines à 20 °C).

### Contamination
La transmission du virus se fait par contact direct (proximité, contact physique) mais peut aussi se produire de manière indirecte (matériel d'étable, sperme contaminé, transfert d'embryon) et par voie aérogène.
Elle peut se produire à partir d'un animal infecté et malade, ou à partir d'un animal infecté mais porteur sain du virus. Les animaux porteurs sains peuvent excréter du virus durant toute leur vie,.

## Physiopathologie
Le virus pénètre dans l'organisme par les voies respiratoires ou les voies génitales.
Lors de la première infection de l'animal, la virémie est principalement présente dans les fluides nasaux et oculaires pendant deux semaines. Il se réplique dans la muqueuse nasale avant d'être transporté par les nerfs et s'implanter dans le tissu nerveux, où le virus devient latent. Il peut se réactiver à la faveur d'un stress (vêlage, transport, maladie) ou d'un traitement immunosuppresseur.

## Symptômes
La durée d'incubation de l'infection peut atteindre plusieurs mois.
L'IBR peut prendre des formes différentes selon les individus : respiratoire, septicémique, oculaire, génitale ou abortive, un individu pouvant être concerné par plusieurs types. La forme respiratoire est cependant la plus fréquente.
Les symptômes cliniques sont principalement respiratoires avec une inflammation des voies respiratoires supérieures avec des lésions ulcéreuses et nécrotiques sur la langue, la cavité nasale et buccale, puis sur le larynx et la trachée. En absence de complications, la guérison survient en une dizaine de jours. Cependant, l'infection peut toucher le poumon et ainsi dégénérer en pneumonie ou en bronchopneumonie et aller jusqu'à la mort de l'animal.
Des signes généraux sont aussi présents avec hyperthermie (41°C) très marquée, abattement, une perte d'appétit (anorexie), les performances de productions de l'animal sont donc impactées.
L'avortement est un symptôme rare mais qui peut être observé entre le 4ème et le 7ème mois de gestation. Une conjonctivite bilatérale est de temps en temps rencontrée, parfois associée à un chémosis ou une kératite.

## Pronostic
En l'absence de complication, les animaux touchés peuvent guérir en environ deux semaines.

## Diagnostic
La lutte passe par un dépistage sérologique proposé aux éleveurs, ces derniers effectue ce test au laboratoire pour la recherche des anticorps dans le lait ou le sang. Les animaux infectés pourront faire l'objet d'une réforme anticipée.

## Prévention
Des vaccins atténués et inactivés sont disponibles sur le marché.
Les passages d’acteurs extérieurs dans une exploitation représentent un facteur de risque de propagation du virus. Des pratiques simples et régulières peuvent permettre l’élimination du virus dans l’environnement. Un nettoyage à l’eau chaude, la désinfection des bâtiments entre chaque lot, le port de bottes et autres équipements font la différence. L’isolement et le dépistage d’animaux achetés est important avant son introduction dans le troupeau. Les éleveurs vaccinent les bovins de tout âge, cela peut permettre la ré-excrétion du virus par les porteurs latents. Cela concerne donc les animaux positifs. Les coûts de la prophylaxie obligatoire (vaccination, analyse) sont pris en charge par le groupement de défense sanitaire (GDS).

## Traitement
Il n’existe pas de traitement curatif en dehors des mesures visant à soulager l’animal.

## Enjeu principalement commercial
Les symptômes cliniques étant relativement peu fréquents, l'IBR ne constitue pas un enjeu primordial pour la santé animale. Par contre, l'infection est assez répandue dans le monde et la maladie peut justifier des entraves au commerce, notamment en ce qui concerne la vente de reproducteurs. Cela explique les efforts menés par certains éleveurs et par les groupements de défense sanitaire (GDS) pour lutter contre cette maladie. De plus en plus d’éleveurs veulent bénéficier de garanties sanitaires, pour éviter qu’un animal acheté ré-excrète le virus dans un troupeau sain.

## Réglementation
L’Europe vise l’éradication sur une période de six ans (fin 2027), les pays devront s’adapter pour répondre à ces exigences. Les élevages qualifiés indemnes par le pays pourront à partir d’avril 2021 obtenir une qualification européenne. Pour la France cela pourrait être une économie d’environ 200 millions d’euros.